# 재량준칙
재량준칙(裁量準則)은 하급행정기관이 재량처분을 하는데 있어서 재량권행사의 일반적 방향(기준)을 제시하기 위한 규칙을 말한다.